# Куранжа
Куранжа́ (рос. Куранжа) — село у складі Ононського району Забайкальського краю, Росія. Входить до складу Тут-Халтуйського сільського поселення.

## Населення
Населення — 138 осіб (2010; 176 у 2002).
Національний склад (станом на 2002 рік):
- росіяни — 98 %